# Целлариус, Александр
Алекса́ндр Целла́риус (он же Ке́ллер, Ке́ллерманн; нем. Alexander Cellarius; 2 февраля 1898 — 5 июля 1979) — кадровый сотрудник абвера; фрегаттен-капитан.
До 1911 года проживал в Петербурге. Участник Первой мировой войны; служил в германском военно-морском флоте.
С июня 1941 года — абвер-офицер при группе армий «Север»; с осени — начальник германо-эстонского штаба в Хельсинки. С середины 1939 г. до сентября 1944 г. — начальник «КО-Финляндия», одновременно (с июня 1941 г.) — начальник «АНСТ-Ревал» (в составе «АСТ-Остланд») и Военно-морской атташе в Швеции и Финляндии. С сентября 1944 г. возглавлял германскую военно-морскую разведку в местечке Херингсдорф (близ Свинемюнде), с марта 1945 года — в деревне Тведтер Хольц около Фленсбурга.
После окончания войны был интернирован, в июне 1945 года допрашивался офицерами Антигитлеровской коалиции. Затем сначала перебрался в Гамбург, где работал на британские службы, а потом — в Бонн. Служил в Организации Гелена, был её представителем в Бонне. Формально числясь при боннском представительстве компании «Кюне + Нагель», Целлариус был доверенным лицом канцлера Аденауэра в Федеральной разведывательной службе Германии.
Владел немецким, русским, английским, финским, шведским, эстонским и латышским языками.